# SK Slavija Vodmat
SK Slavija bio je slovenski nogometni klub iz Vodmata, nekadašnjeg samostalnog naselja u istočnom dijelu glavnog grada Ljubljane. Osnovan 1921. godine, prestao je s radom 1941. godine.

## O klubu
Godine 1921. počinje s radom vodmatska Slavija, koja se temelji na igračima iz kodeljevskog bazena nogometnih talenata. Najpoznatiji igrači Slavije bili su Josip Janežič i Vili Schlamberger. Sjedište uprave bilo je u gostionici Adolfa Gerjola na Vodmatu 16, koji je bio i jedan od pokrovitelja kluba. Klub je u sezonama 1925./26. i 1927./28. igrao u prvorazrednim natjecanja Ljubljanskog nogometnog podsaveza, gdje je ostvario skromno pretposljednje i posljednje mjesto u ljubljanskoj skupini. Nakon ispadanja iz prvorazrednog natjecanja, zapala je u ozbiljne financijske poteškoće, zbog čega je na nekoliko godina obustavila rad svoje nogometne sekcije i oživjela je tek 1935. godine. Potom je igrala u drugorazrednim sustavima natjecanja Ljubljanskog nogometnog podsaveza sve do okupacije 1941. godine. U tom razdoblju Slavija je imala ii omladinsku momčad, koja je bila jedna od najboljih u ljubljanskom natjecateljskom okrugu. No, uglavnom zbog kroničnih financijskih problema, nisu postigli veći uspjeh. Kroz klupske redove Slavije prošao je veliki broj talentiranih mladih nogometaša, a najboljim među njima može se smatrati Bogomir Baumgartner koji je upisao više od 200 nastupa za SK Slaviju.

## Unutarnje poveznice
- Ljubljana

## Vanjske poveznice
- Zgodovina nogometa v Kraljevini SHS/Jugoslaviji in v času okupacije